# Georg Kieferle
Georg Kieferle (* 30. Dezember 1929 in Steinbronnen bei Saulgau; † 24. Oktober 2021 in Stuttgart) war ein deutscher Architekt und Honorarkonsul der Republik Chile.

## Leben und Werk
Kieferle gründete im Jahr 1958 mit seinem Studienfreund Karl-Otto Rödl sein eigenes Architekturbüro in Stuttgart, das heute auch einen Sitz in Dubai hat. Als Architekt war er weltweit tätig, zu seinen  Bauprojekten zählen zahlreiche Großprojekte wie Bürogebäude und Einkaufszentren. Darunter der Stuttgarter Bülow-Turm, die „Twin Towers“ in Berlin-Treptow, der Jamjoom Commercial Centre in Dschidda,  der Sultanspalast von Brunei, der Fernsehturm von Riad sowie eine Chipfabrik in Moskau. In Dubai verantwortete Kieferle gemeinsam mit seinem Büro die Planung eines ganzen Stadtquartiers mit zwei Grand Hotels, einem Einkaufszentrum, Bürogebäuden und einer Marina mit Sportclub. Noch lange nach seinem 85. Geburtstag arbeitete Kieferle mehrere Stunden täglich in seinem Büro mit.
Kieferle war seit 1986 Honorarkonsul von Chile in Stuttgart, zuvor gab es in der Stadt keine Vertretung dieses Landes. Auf seine Initiative hin wurde der Platz auf dem Haigst in Stuttgart in Santiago-de-Chile-Platz umbenannt. Für die Gestaltung des Platzes stiftete er auch eine Büste der Literaturnobelpreisträgerin Gabriela Mistral, einige Figuren aus Chile, einen Moai von der Osterinsel und einen Stein aus dem Maipo-Tal.
Kieferle war verheiratet und Vater von drei Kindern. Die Leitung seines Architekturbüros übernahm seine Tochter Cornelia  Kieferle-Niklas.

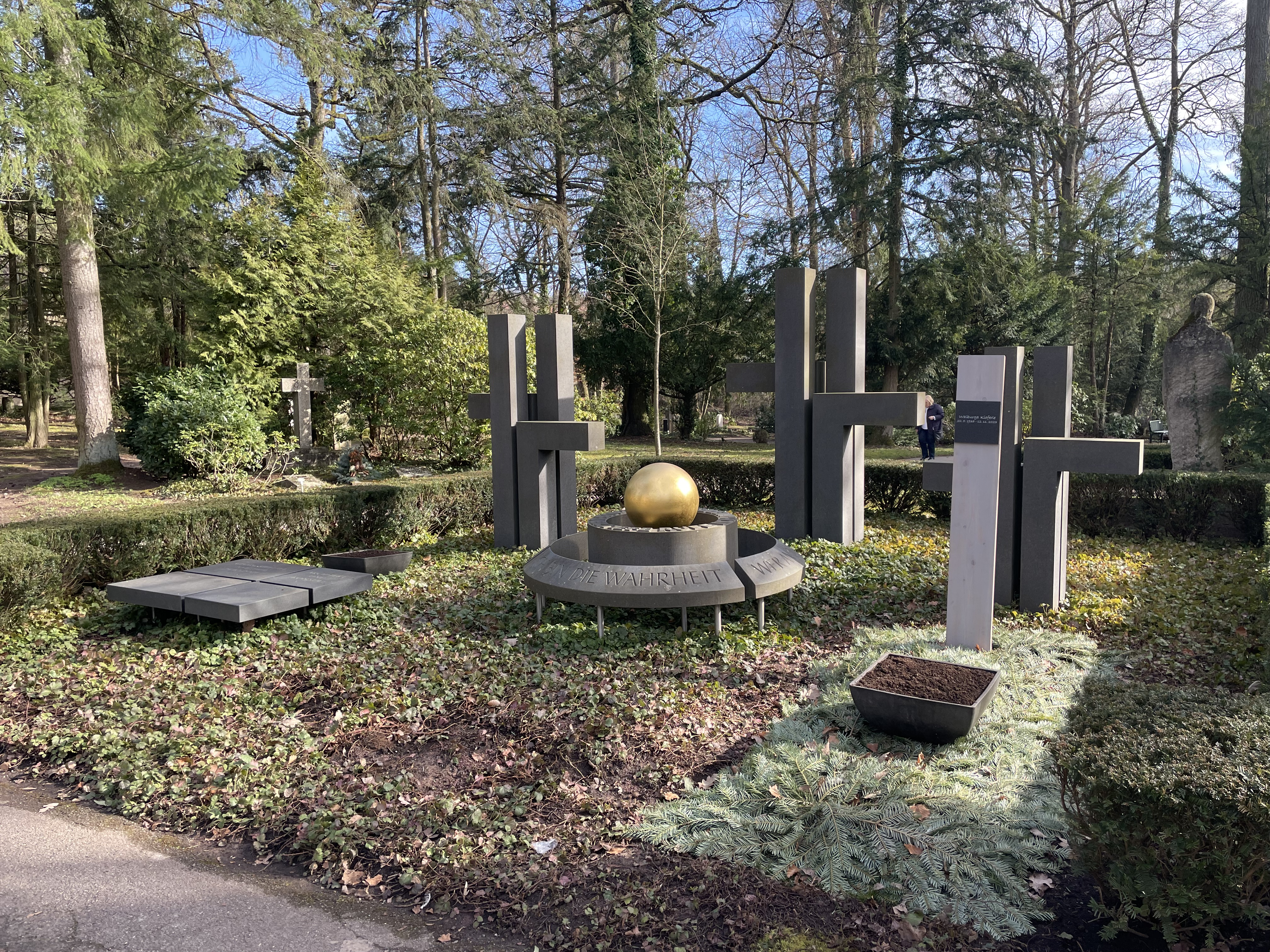
Grabanlage von Georg Kieferle auf dem Waldfriedhof Stuttgart

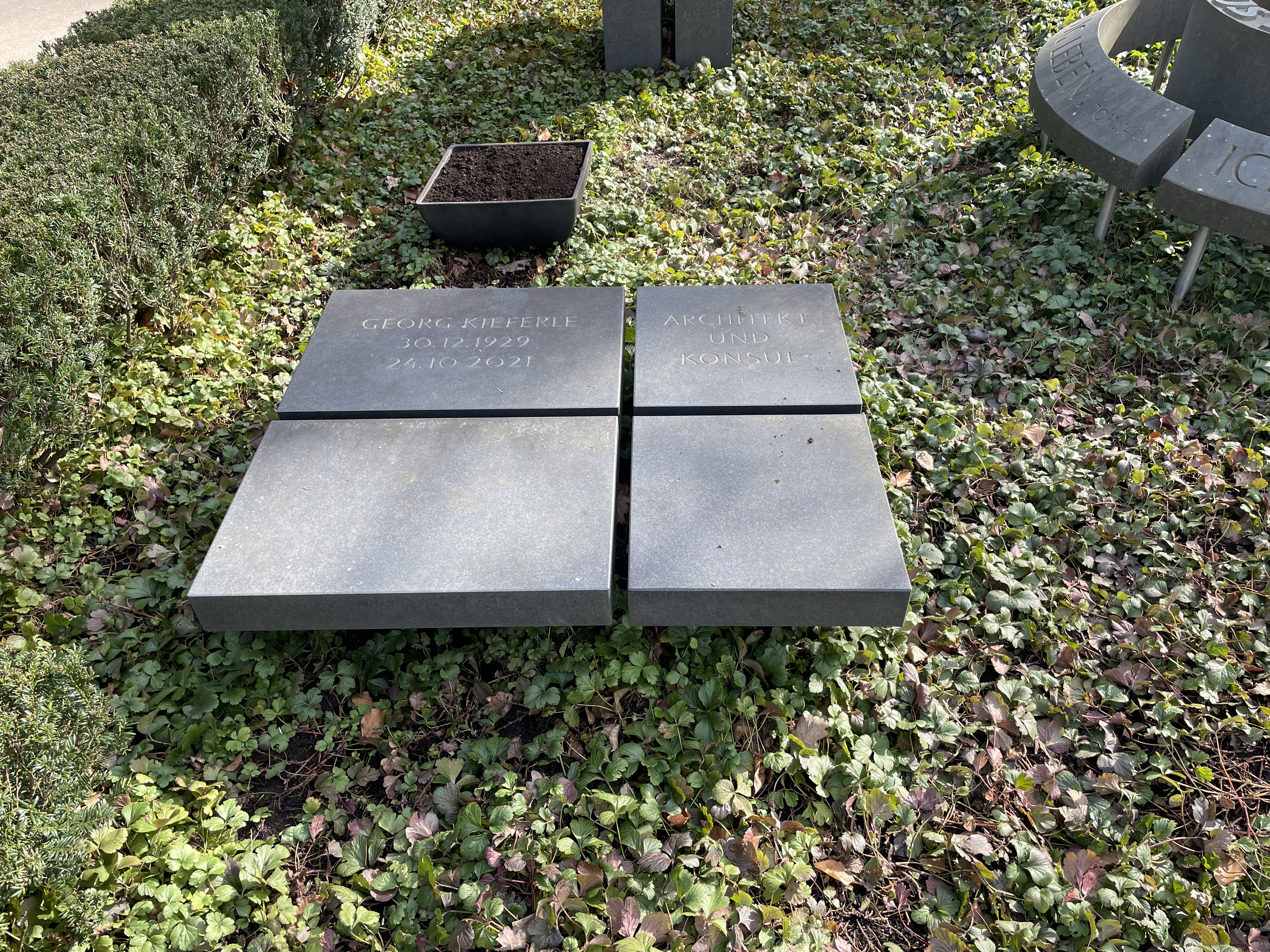
Grabstein für Georg Kieferle auf dem Waldfriedhof Stuttgart

## Auszeichnungen
- 1975: Paul-Bonatz-Preis der Stadt Stuttgart[11]
- 1981: Hugo-Häring-Preis des BDA[11]
- Europäischer Architektur- und Stahlbaupreis[11]
- 1991: Bundesverdienstkreuz[11]
- 2000: Wirtschaftsmedaille des Landes Baden-Württemberg[11]
- Staufermedaille